# Castle Provincial Park
Der Castle Provincial Park ist ein Provinzpark im Südwesten der kanadischen Provinz Alberta. Der in der Region Süd-Alberta gelegene Park besitzt eine Ausdehnung von etwa 180,25 km² und wird als Schutzgebieten der IUCN-Kategorie II (Nationalpark) zugeordnet.
Die Flora und Fauna entspricht in den niedrigeren Lagen der der Montanen Höhenstufe und in den höheren Bereichen der der Subalpinen Höhenstufe. Zu dem seltenen, hier im Park vorkommenden Bäumen gehören die Weißstämmige Kiefer und die Biegsame Kiefer. Klimatisch auffällig ist hier der Chinook.

## Anlage
Der Park liegt im Süden der Kanadischen Rocky Mountains, hier in Bergen einer Unterkette der Southern Continental Ranges und grenzt im Nordwesten an den zeitgleich entstandenen Castle Wildland Provincial Park. Außerdem gehört er zur nördlichen Pufferzone des Biosphärenreservates Waterton.
Als wichtigster Fluss durchquert der Castle River, ein Nebenfluss des Oldman River, mit seinen Nebenflüssen den Park. Da er östlich der Nordamerikanischen kontinentalen Wasserscheide und nördlich der Laurentinischen Wasserscheide entspringt, entwässert er wie alle Flüsse in diesem Gebiet in die Hudson Bay.
Der Castle Provincial Park befindet sich etwa 240 km südsüdwestlich von Calgary bzw. 35 km westlich der Ortschaft Pincher Creek und liegt im Wesentlichen im Municipal District of Pincher Creek No. 9.

## Geschichte
Der heutige Park wurde mit Gesetz zum 16. Februar 2017 eingerichtet und liegt im ursprünglichen Gebiet der First Nations vom Volk der Kutenai und der Piegan. Zusammen mit dem Castle Wildland Provincial Park ist er der neueste der Provincial Park in Alberta.